# Sematophyllum francii
Sematophyllum francii är en bladmossart som beskrevs av Brotherus 1925. Sematophyllum francii ingår i släktet Sematophyllum och familjen Sematophyllaceae. Inga underarter finns listade i Catalogue of Life.